# Poase Cement
Poase Cement est une localité située dans le district de Kadjebi, dans la Région d'Oti, au Ghana, près de la frontière avec le Togo.

## Géographie
La localité est située à une latitude de 7.633333° N et une longitude de 0.516667° E.

## Administration
Poase Cement fait partie du district de Kadjebi dans la région de l'Oti. En décembre 2023, Alhaji Rasheed Ibrahim a été élu représentant de la zone électorale de Poase Cement à l'Assemblée du district de Kadjebi. Il a promis de mettre en œuvre des projets de développement, notamment l'extension de l'électricité, le forage de nouveaux puits et l'amélioration des infrastructures du marché local,.

## Éducation
La communauté de Poase Cement a bénéficié de projets éducatifs, notamment la construction d'un bloc de trois salles de classe pour les élèves de maternelle, en partenariat avec l'organisation Pencils of Promise.

## Santé
La localité dispose d'un centre de santé gouvernemental, le Poase Cement Health Centre, qui offre des services généraux et est accrédité par le National Health Insurance Scheme (NHIS),.

## Culture et Religion
La communauté abrite l'assemblée ICGC Poase-Cement, une congrégation active dans la région,.